# Transportes do Peru

Rodovias duplicadas do Peru, em 2025, na cor vermelha

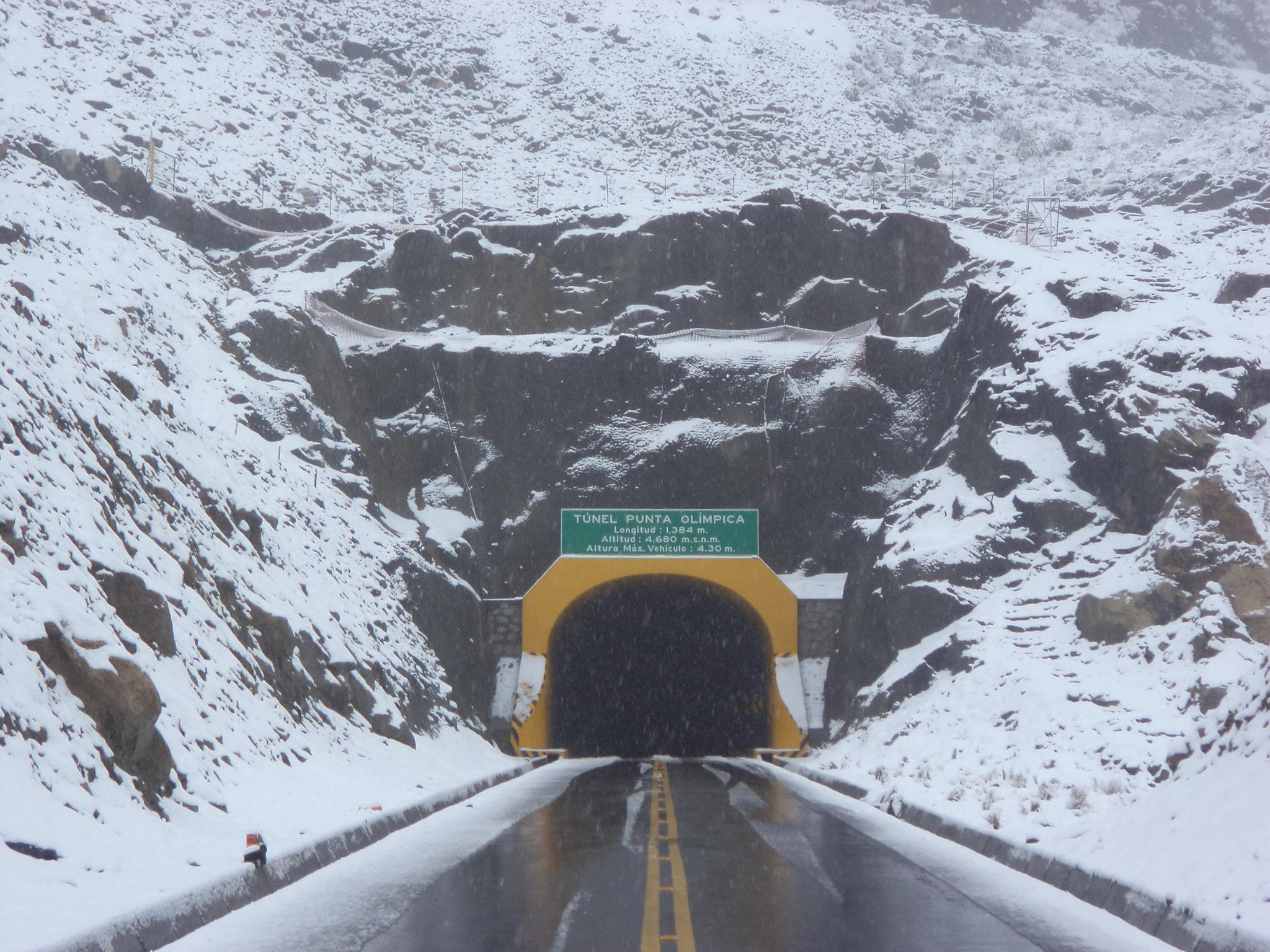
O trans-túnel andino Punta Olímpico é o mais longo túnel veicular do Peru (1400 metros) e o mais alto no mundo (4735 metros).

O transportes do Peru é muito influenciado por sua geografia difícil e variada, que se configura na primeira condição para o desenvolvimento desta área neste país, seja ele do tipo terrestre, aéreo, marítimo ou fluvial. O Peru tem um sistema de transporte terrestre formado, basicamente, de estradas que ligam todas as capitais departamentais e a maioria das capitais provinciais, permitindo que qualquer cidadão se mobilize para os principais centros urbanos do país através destas estradas, onde se operam inúmeras linhas de ônibus interprovinciais, muitos deles com unidades muito modernas e confortáveis, além do próprio veículo particular.
O transporte ferroviário não é muito extenso, em termos de quilometragem de estradas de ferro, e é basicamente usado para transportar minerais dos centros de produção para áreas de exportação, localizados em portos diferentes. Em alguns casos, ele também serve para o transporte de passageiros, incluindo trens turísticos.

## rede rodoviária
A rede de estradas no Peru consiste em mais de 78.000 quilômetros de estradas, organizadas em três grandes grupos: as estradas longitudinais, estradas de acesso e estradas de ligação (ou cruzamento). A categorização das estradas é de responsabilidade do Ministério dos Transportes e Comunicações do Peru (MTC) e a respectiva nomenclatura pode ser revista em mapas oficiais de estradas, que podem ser vistos através da Internet.
A maioria das rotas estão a cargo da PROVIAS, um órgão descentralizado do MTC, que é responsável pela manutenção e expansão de estradas. Algumas rotas foram concessionadas a empresas privadas para sua construção, melhoria e a respectiva manutenção, por um número de anos acordado no contrato assinado com o governo federal peruano.